# Munktells Mekaniska Verkstad
Munktells Mekaniska Verkstad (kurz Munktells) war ein schwedisches Maschinenbauunternehmen, das im Jahre 1832 von Johan Theofron Munktell in Eskilstuna gegründet wurde und bis zu seinem Zusammenschluss mit Bolinders Mekaniska Verkstad (kurz Bolinders) im Jahre 1932 als eigenständige Firma bestand.

## Geschichte
Nach der Gründung fertigte das Unternehmen zunächst Maschinen und Werkzeuge für die aufkommende Industrie der Stadt. 1847 entstand die erste Dreschmaschine in Schweden bei Munktells. Einige Jahre später kam die Herstellung von Lokomotiven (1853) sowie Lokomobilen (1854) hinzu.
1879 wurde das Unternehmen in eine Aktiengesellschaft umgewandelt und hieß ab diesem Zeitpunkt Munktells Mekaniska Verkstads AB. Nach Munktells Tod am 4. Juli 1887 übernahmen sein Sohn Johan Theofron Munktell jr. und der Sohn seiner Schwester Theofron Boberg die Firma.
1893 endete der Bau von Lokomotiven. Nach der Jahrhundertwende widmete sich das Unternehmen der Entwicklung und Fertigung von Bau- und Landmaschinen. So begann 1906 die Produktion von Dampfwalzen und 1913 startete der Bau von Traktoren. 1924 folgte ein selbstfahrender Grader mit einem 1-Zylinder-Glühkopf-Motor, der 22 PS leistete.
Das Unternehmen schloss sich 1932 mit Bolinders Mekaniska Verkstad AB in Stockholm zu AB Bolinder-Munktell zusammen. Das neu formierte Unternehmen baute hauptsächlich Baumaschinen, Traktoren und andere landwirtschaftliche Geräte, bis es 1950 als BM-Volvo im Volvo-Konzern aufging.

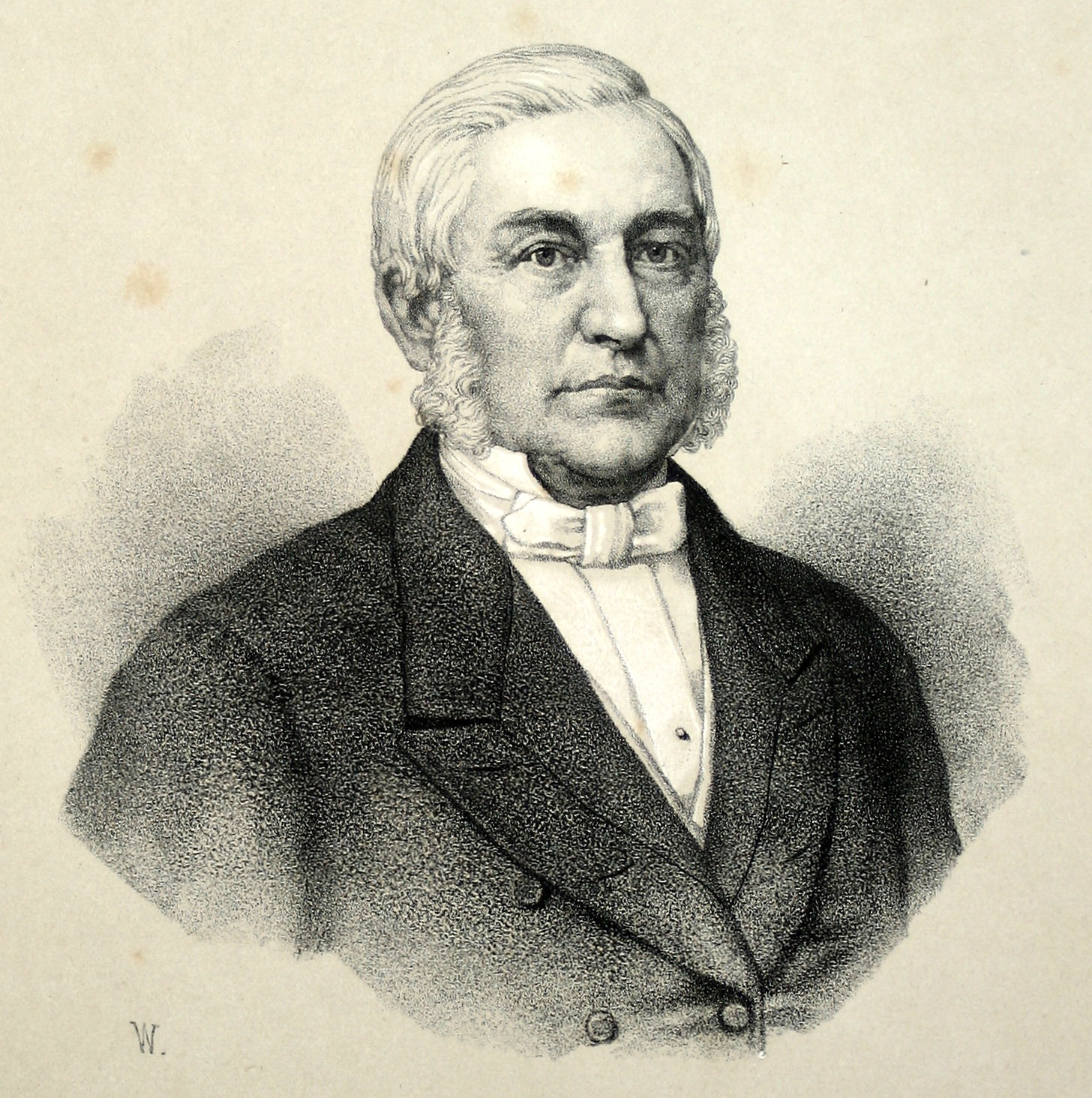
Unternehmensgründer Johan Theofron Munktell
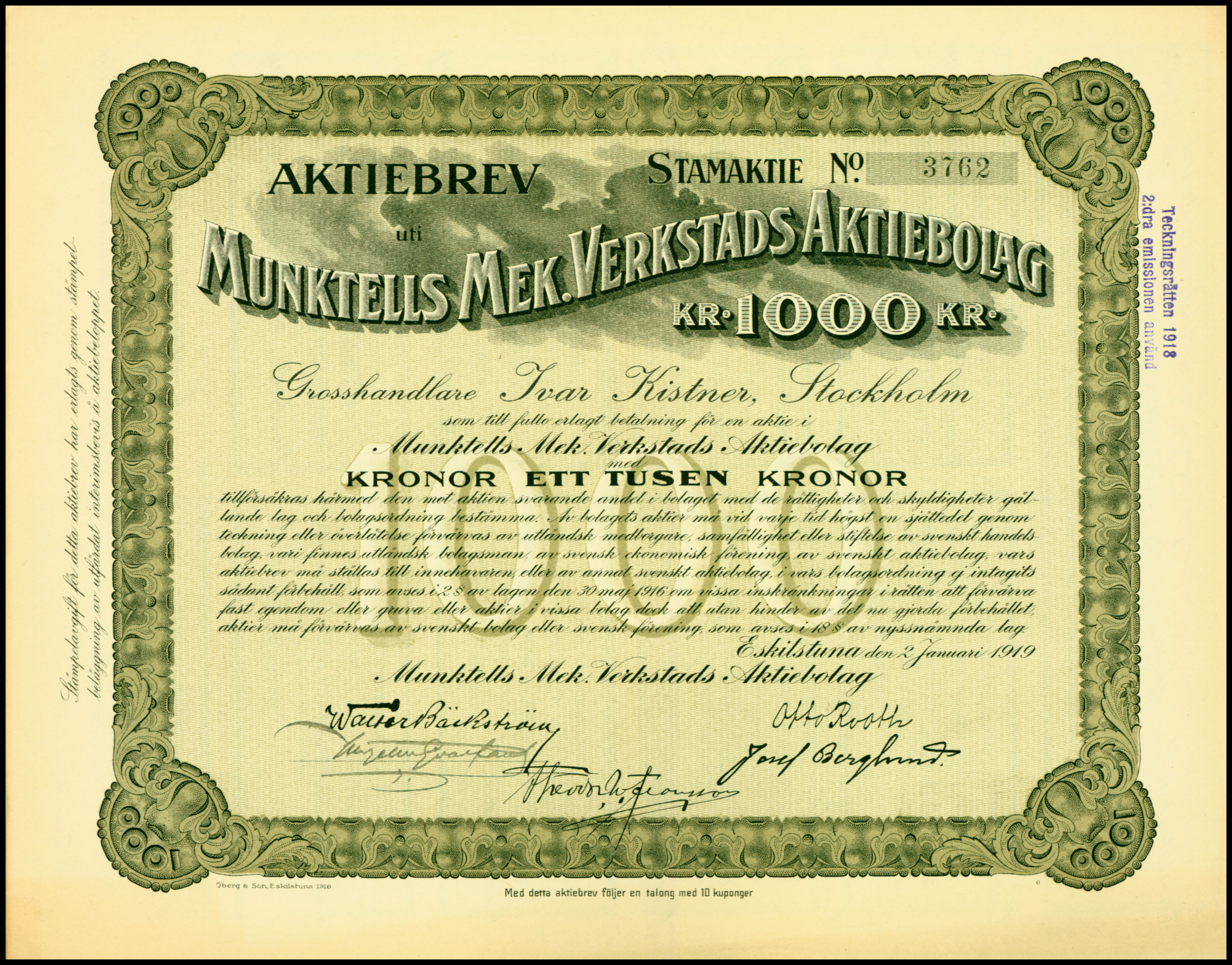
Aktie der Munktells Mek. Verkstads AB vom 2. Januar 1919
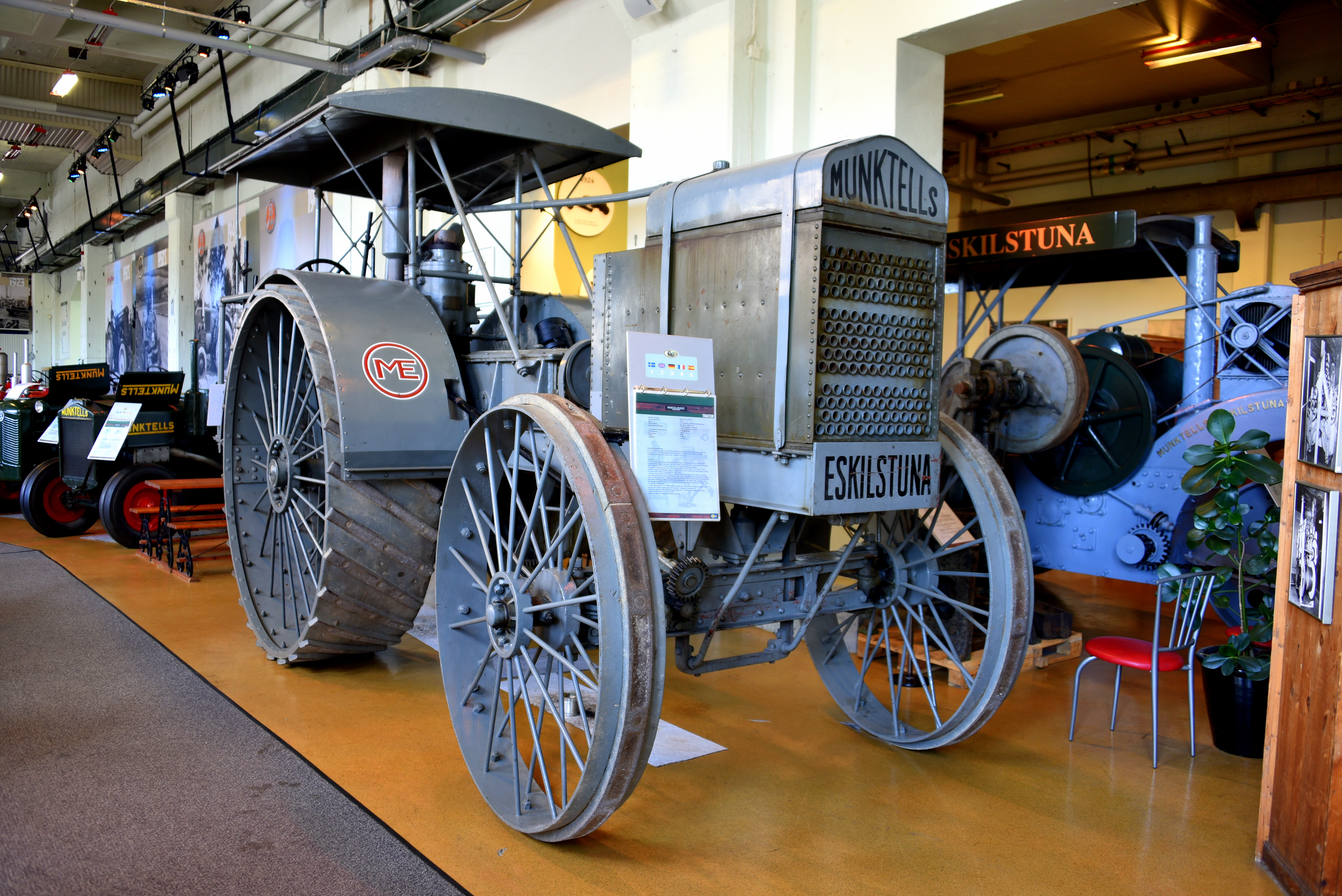
Traktor von 1913 mit 2-Zylinder-Glühkopfmotor
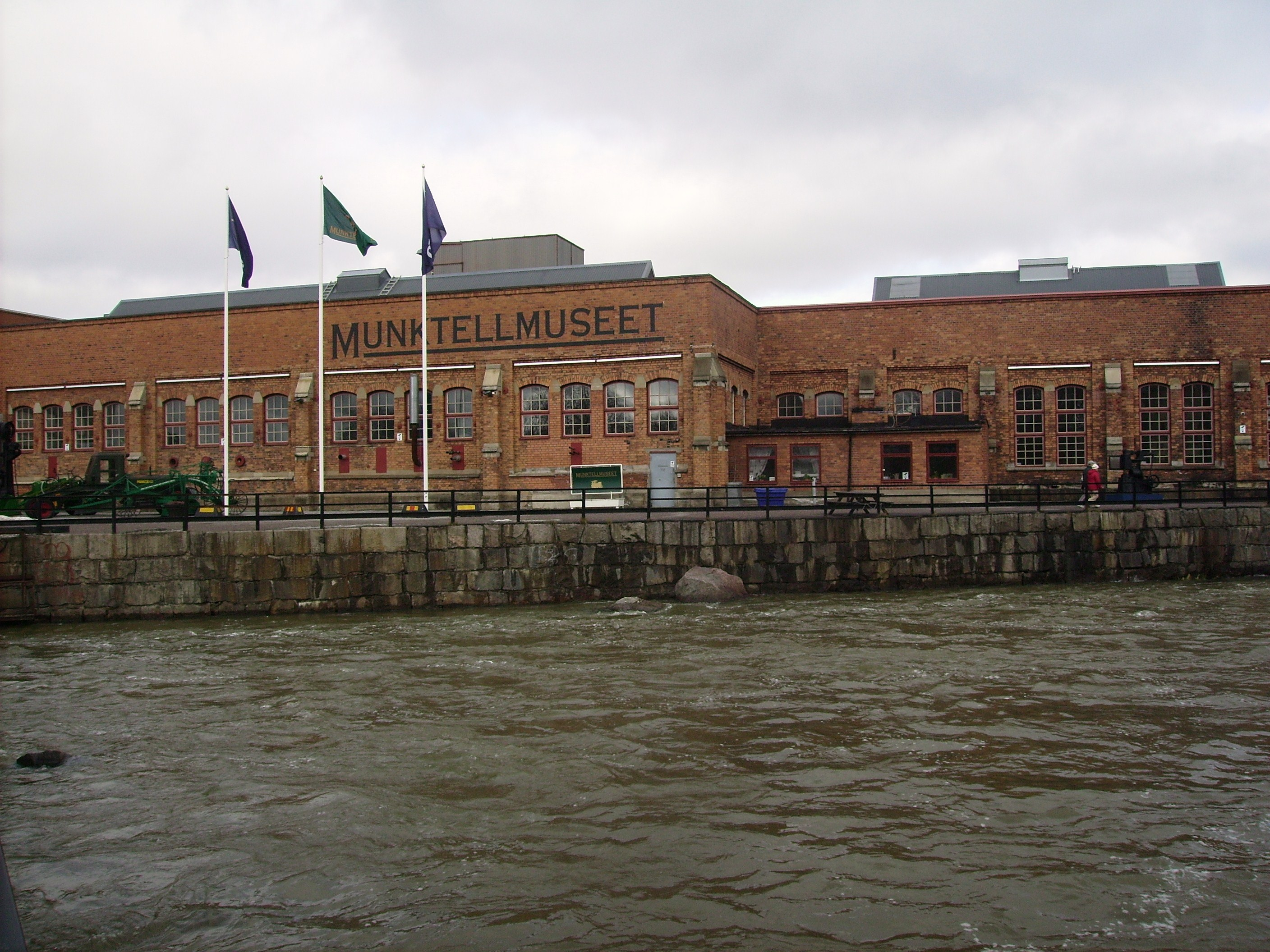
Im ehemaligen Werkstattgebäude ist heute ein Museum untergebracht

## Lokomotivbau

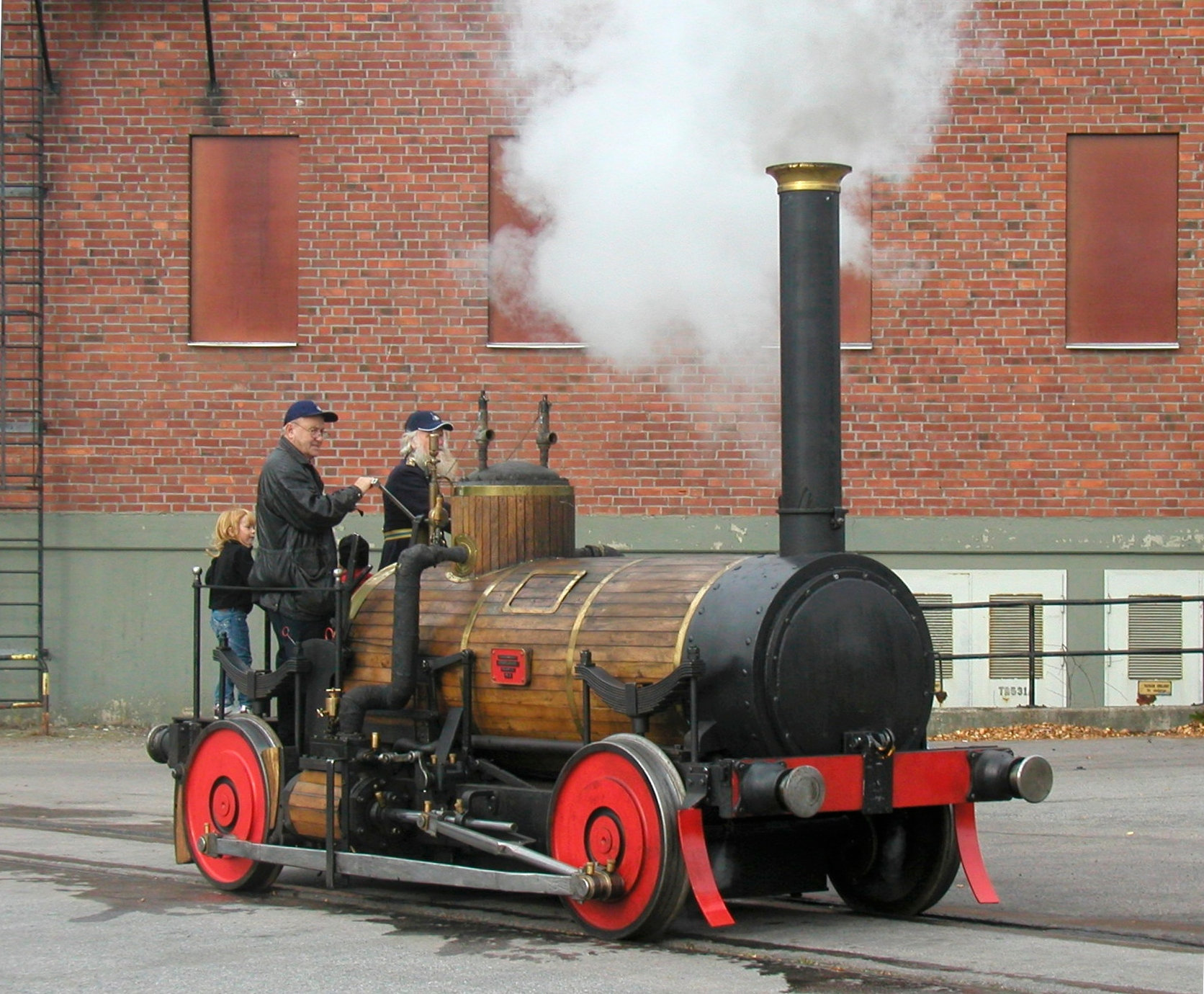
Betriebsfähige Kopie der FÖRSTLINGEN

Die erste schwedische Lokomotive wurde 1852 unter der Leitung von Harald Asplund gebaut. Die FÖRSTLINGEN hatte die Achsfolge B und die Spurweite 891 mm. Auftraggeber war Fredrik Sundler, der die Bahnstrecke Ängelsberg–Kärrgruvan baute. Die am 2. Juni 1853 gelieferte Maschine war eine Fehlkonstruktion, die auf dieser Strecke nicht verwendet werden konnte. Im Herbst des gleichen Jahres wurde sie auf Normalspur umgebaut und dann auf der Bahnstrecke Nora–Ervalla eingesetzt, für die ebenfalls Sundler verantwortlich zeichnete.
Insgesamt umfasst die Bauliste 31 Fabriknummern. Nr. 14 fehlt, sie soll für einen Umbau der NORBERG im Jahr 1866 oder für die dann doch bei Kristinehamns Mekaniska Verkstad gebaute Lok VAULUNDER vorgesehen gewesen sein. Nr. 15 wurde nach Zeichnungen von Kristinehamns Mekaniska Verkstad und Nr. 27 nach den Richtlinien von Decauville gebaut.
Die Serie von Nr. 18 bis Nr. 26 unterschieden sich lediglich in der Ausführung des Führerhauses und einiger Armaturen und wurden von der OFWJ (Oxelösund–Flen–Västmanlands Järnväg) beauftragt. Mit den von Munktells hergestellten Kesseln und Maschinenteilen baute die OFWJ–Werkstatt in Eskilstuna zwischen 1883 und 1892 sieben Dampftriebwagen.